# Raczynów
Raczynów [pronunciación en polaco: /raˈt͡ʂɨnuf/] es un pueblo en el distrito administrativo de Gmina Widawa, dentro del Distrito de Łask, Voivodato de Łódź, en Polonia central. Se encuentra aproximadamente 11 kilómetros al sudeste de Widawa, 28 kilómetros al sur de Łask, y 58 kilómetros al sudoeste de la capital regional, Łódź.
El pueblo tiene una población de 40 habitantes.